# Dmitrij Połoz
Dmitrij Dmitrijewicz Połoz (ros. Дмитрий Дмитриевич Полоз, ur. 12 lipca 1991 w Stawropolu) – rosyjski piłkarz grający na pozycji lewego pomocnika. Od 2020 roku jest zawodnikiem FK Rostów.

## Kariera klubowa
Swoją karierę piłkarską rozpoczął w klubie Dinamo Stawropol. Następnie został zawodnikiem klubu Lokomotiw Moskwa. W 2008 roku zaczął grać w czwartoligowych rezerwach tego klubu. Na koniec sezonu 2008 awansował z nimi do Wtoroj diwizion (trzeci poziom rozgrywkowy). W rezerwach Lokomotiwu grał do 2011 roku.
W 2012 roku został zawodnikiem FK Rostów grającego w Priemjer-Lidze. Swój debiut w Priemjer-Lidze zaliczył 17 marca 2012 w przegranym 0:1 wyjazdowym meczu z Terekiem Grozny, gdy w 73. minucie zmienił Litwina Edgarasa Česnauskisa. W sezonie 2012/2013 stał się podstawowym zawodnikiem Rostowa. 7 grudnia 2012 w domowym meczu z FK Krasnodar (2:3) strzelił swojego pierwszego gola w Priemjer-Lidze. W maju 2014 roku wystąpił w wygranym przez Rostów po serii rzutów karnych finale Pucharu Rosji z Krasnodarem (po 120 minutach był wynik 0:0). W sezonie 2016/2017 awansował wraz z zespołem do fazy grupowej Ligi Mistrzów, gdzie był najlepszym strzelcem zespołu zdobywając trzy bramki (dwie bramki zdobył również w meczach III rundy kwalifikacji oraz rundy play-off).
28 czerwca 2017 roku, po wygaśnięciu umowy z Rostowem podpisał kontrakt z drużyną Zenit Petersburg. W sezonie 2018/2019 był wypożyczony do Rubinu Kazań. Z kolei w sezonie 2019/2020 grał w PFK Soczi. W 2020 wrócił do Rostowa.
| Sezon   | Klub               | Kraj  | Rozgrywki       | Mecze | Gole |
| ------- | ------------------ | ----- | --------------- | ----- | ---- |
| 2008    | Lokomotiw-2 Moskwa | Rosja | LFL Moskwa      | ?     | ?    |
| 2009    | Lokomotiw-2 Moskwa | Rosja | Wtoroj diwizion | ?     | ?    |
| 2010    | Lokomotiw-2 Moskwa | Rosja | Wtoroj diwizion | ?     | ?    |
| 2011/12 | Lokomotiw-2 Moskwa | Rosja | Wtoroj diwizion | ?     | ?    |
| 2011/12 | FK Rostów          | Rosja | Priemjer-Liga   | 7     | 0    |
| 2012/13 | FK Rostów          | Rosja | Priemjer-Liga   | 17    | 3    |
| 2013/14 | FK Rostów          | Rosja | Priemjer-Liga   | 27    | 1    |
| 2014/15 | FK Rostów          | Rosja | Priemjer-Liga   | 20    | 4    |
| 2015/16 | FK Rostów          | Rosja | Priemjer-Liga   | 30    | 7    |
| 2016/17 | FK Rostów          | Rosja | Priemjer-Liga   | 26    | 7    |
| 2017/18 | Zenit Petersburg   | Rosja | Priemjer-Liga   | 19    | 1    |
| 2018/19 | Rubin Kazań        | Rosja | Priemjer-Liga   | 27    | 5    |
| 2019/20 | PFK Soczi          | Rosja | Priemjer-Liga   | 24    | 5    |
| 2020/21 | PFK Soczi          | Rosja | Priemjer-Liga   | 3     | 1    |
| 2021/22 | FK Rostów          | Rosja | Priemjer-Liga   | 26    | 6    |

## Kariera reprezentacyjna
W reprezentacji Rosji zadebiutował 3 września 2014 roku w wygranym 4:0 towarzyskim meczu z Azerbejdżanem, rozegranym w Chimki. Na pierwsze trafienie w reprezentacji czekał prawie 3 lata, gdy 5 czerwca 2017 roku ustalił wynik towarzyskiego spotkania przeciwko reprezentacji Węgier.